# Wild Style
Wild Style is een Amerikaanse hiphopfilm uit 1983, geregisseerd door Charlie Ahearn. Het wordt beschouwd als de eerste hiphopfilm en was internationaal belangrijk voor de ontwikkeling ervan. 
De film bevat optredens van baanbrekende figuren als Fab Five Freddy, Lee Quiñones, Lady Pink, Rock Steady Crew, The Cold Crush Brothers, Queen Lisa Lee van Zulu Nation, Grandmaster Flash en Zephyr.

## Verhaal
Het verhaal speelt zich af in The Bronx in New York. De film vertelt het begin van de hiphopcultuur door alle aspecten aan bod te laten komen: dans (breakdance), rap, graffiti en de makers van hiphop: dj's die turntablism beoefenen.
De film volgt het verhaal van de anonieme, maar gevierde graffitikunstenaar Raymond, bekend onder het pseudoniem "Zoro", en de spanningen tussen zijn kunst en het 'echte leven' waarmee hij wordt geconfronteerd. De film documenteert ook de opkomende belangstelling van de media en de gevestigde kunstscene voor de hiphopcultuur, die zich had ontwikkeld in de achterbuurten.

## Rolverdeling
| Acteur                              | Personage       |
| ----------------------------------- | --------------- |
| Lee Quiñones                        | Raymond 'Zoro'  |
| Sandra Fabara (Lady Pink)           | Rose 'Lady Bug' |
| Frederick Brathwaite (Fab 5 Freddy) | Phade           |
| Patti Astor                         | Virginia        |
| Andrew Witten (Zephyr)              | Z-Roc           |